# Daniel Popper
Daniel Magnes Popper (* 17. August 1913 in Oakland (Kalifornien); † 9. September 1999) war ein US-amerikanischer Astronom.
Popper studierte an der University of California, Berkeley, wo er 1938 mit einer von Arthur B. Wyse (1909–1942) betreuten Arbeit zur Spektropolarimetrie der Nova Lacertae von 1936 promovierte. Nach verschiedenen Zwischenstationen ging er 1947 an die University of California, Los Angeles, deren Astronomieprogramm er wesentlich ausbaute und der er bis zu seiner Emeritierung 1978 angehörte.
Poppers Arbeiten befassten sich mit verschiedenen Bereichen der Astrophysik der Sterne. Über viele Jahre hinweg und mit größter Sorgfalt bestimmte er die Umlaufbahnen von Doppelsternen, Grundlage der Bestimmung wichtiger Sterneigenschaften wie der Masse. 
Er wurde 1984 mit der Karl-Schwarzschild-Medaille ausgezeichnet.